# 林業者等健康増進センター
林業者等健康増進センター（りんぎょうしゃとうけんこうぞうしんセンター）は、和歌山県田辺市に所在する体育館である。1987年に、合併前の日高郡龍神村により建設され、旧名称は龍神村民体育館。木材とコンクリートと金属部材を組み合わせたポストモダン建築として知られ、設計者の渡辺豊和は本作品で日本建築学会賞を受賞した。

## 建築
鉄筋コンクリート構造と木構造を組み合わせ、体育館の天井部には金属製の部材で大胆に継ぎ合わせた木材の架構を架け渡している。入口には古典主義を思わせるコンクリートの丸柱が並び、側部には杉のトラスを組んだバットレスが取り付けられている。
1984年ごろ。渡辺が当時の龍神村長に「林業の村なのだから、公共建築には積極的に木造建築を採り入れてはどうか」と意見したところ、村立体育館の設計を依頼された。しかし、梁に使用する28メートルの無垢材の調達は、当時の環境ではほぼ不可能であった。東大寺南大門を再建した重源の独創精神に倣い、それまで渡辺にとって心理的抵抗があった集成材を思い切って使用することとした。直線の集成材をボルトやナットを使って組み上げたトラスがコンクリートを包む混構造は、従来の常識とは大きく異なる独創的なものとなった。

## 設備
バスケットボールコート1面、バレーボールコート2面、バドミントンコート1面。ほか、3台の卓球台や健康増進器具、体力測定器具などを備える。